# Leocadio Peláez Franco

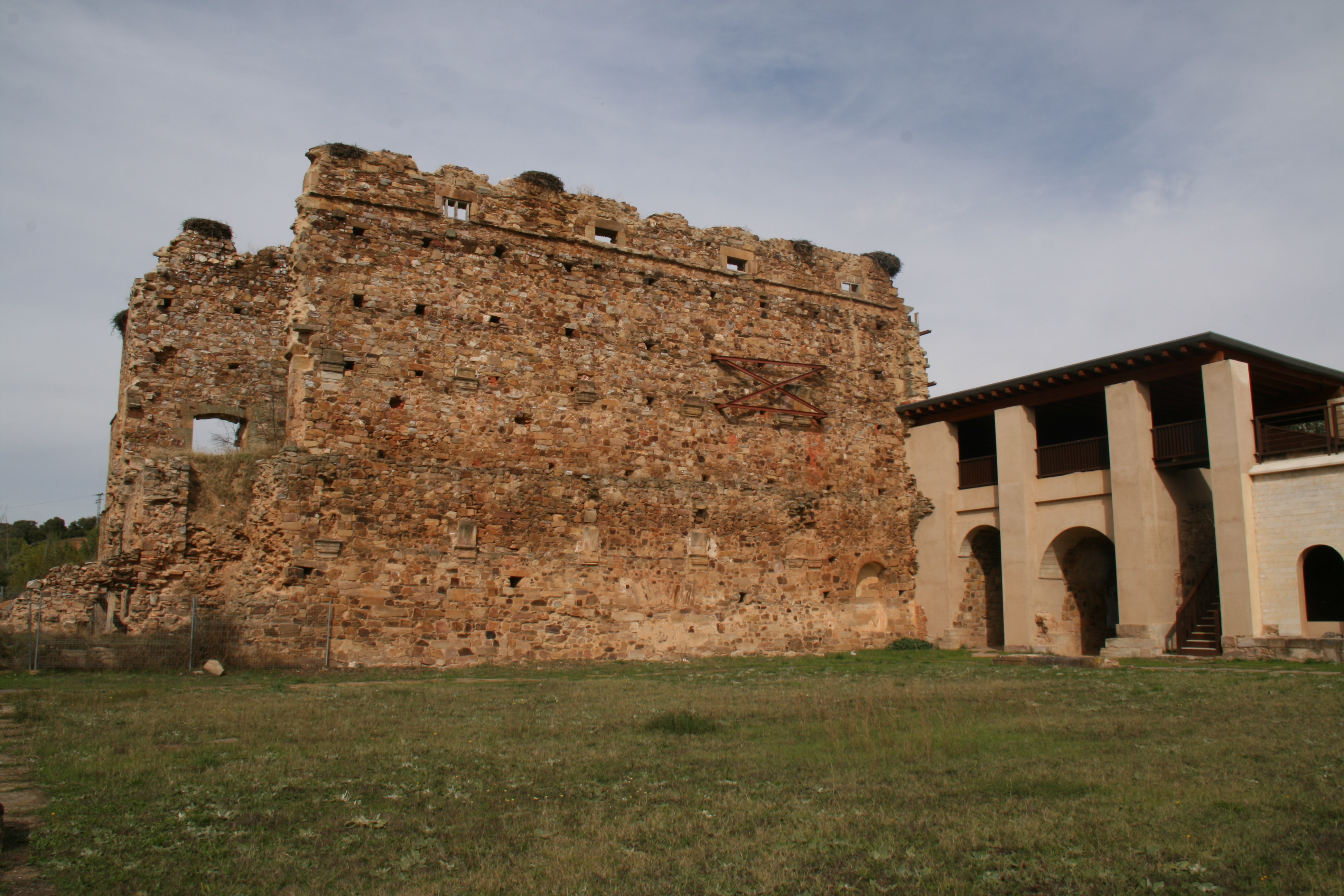
Restauraciones en el claustro de Monasterio de Santa María de Moreruela.

Leocadio Peláez Franco es un arquitecto restaurador español. Se licenció en la Escuela Técnica Superior de Arquitectura de Madrid en el año 1987 y es profesor en la  Escuela Superior Politécnica de Zamora (USAL) en las asignaturas "Patología y Restauración" y "Materiales de Construcción". Ha realizado varias actuaciones de restauración arquitectónica en diversos lugares de la provincia de Zamora. Ha publicado diversos artículos sobre intervenciones en el patrimonio en libros y revistas especializadas de restauración, así como impartido conferencias sobre el tema en cursos y congresos. 

## Obra
Ha centrado su carrera y su experiencia profesional en la realización de proyectos de restauración de edificios históricos en la provincia de Zamora, como las ejecutadas en el Monasterio de Santa Maria de Moreruela, iniciadas con la consolidación de la Cabecera (1997), y seguidas por el Estudio Básico del Monasterio (1998), Panda del Capítulo y Botica (2003-05), Claustro de La Hospedería (2010), Cilla, Sala de Monjes y Sacristía Nueva (2016-17) y Pabellón de Novicios (2021). 
También ha intervenido en diferentes monumentos de Zamora y su provincia como son la Iglesia de San Ildefonso (1994-05), San Lorenzo el Real de Toro (1997-98), Santa Maria la Antigua de Villalpando (2001-04), Santiago del Burgo en Zamora (2010), Nuestra Señora de la Asunción de Valdefinjas (2013-2014) y Santigo de los Caballeros (2019) entre otras. 
Otras intervenciones son la Rehabilitación de los restos del antiguo convento franciscano de Alcañices (1994-97), la puesta en valor de las estructuras del campamento romano de Petavonium (1999-2002), el Proyecto para la recuperación del Fuerte de San Carlos en Puebla de Sanabria (2007-10) y la redacción de la Revisión del Plan Director de las Murallas de Zamora (2021).  
Entre las obras de nueva planta ha proyectado las Bodegas y Hotel Valbusenda en Toro (1995-2009) y el Centro del Lobo Iberico en Robledo, Sanabria (2011-12).